# Playa Azul, Guerrero
Playa Azul är en ort i Mexiko.   Den ligger i kommunen Coyuca de Benítez och delstaten Guerrero, i den södra delen av landet, 290 km söder om huvudstaden Mexico City. Playa Azul ligger 11 meter över havet och antalet invånare är 247.
Terrängen runt Playa Azul är platt åt nordost, men åt nordväst är den kuperad. Havet är nära Playa Azul åt sydväst. Runt Playa Azul är det ganska glesbefolkat, med 25 invånare per kvadratkilometer. Närmaste större samhälle är Coyuca de Benítez, 7,6 km nordost om Playa Azul. Omgivningarna runt Playa Azul är en mosaik av jordbruksmark och naturlig växtlighet.